# Lluer de la Hispaniola
El lluer de la Hispaniola (Spinus dominicensis) és un ocell de la família dels fringíl·lids (Fringillidae).

## Hàbitat i distribució
Habita els boscos de pins i matolls de les muntanyes de l'illa de la Hispaniola.